# سونگ دونگ ایل
سونگ دونگ ایل (کره‌ای: 성동일؛ زادهٔ ۲۷ آوریل ۱۹۶۷) بازیگر اهل کره جنوبی است. سونگ حرفه بازیگری خود را در تئاتر در سال ۱۹۸۷ آغاز کرد. از آثاری که در آنها ایفتی نقش کرده است می‌توان به مشکلی نیست این عشقه، جیریسان، دکتر روح، اگه آرزوتو بگی و تشویق آخر اشاره کرد.